# Criteuil-la-Magdeleine
Criteuil-la-Magdeleine település Franciaországban, Charente megyében. Lakosainak száma 403 fő (2022. január 1.). Criteuil-la-Magdeleine Barbezieux-Saint-Hilaire, Lachaise, Lagarde-sur-le-Né, Saint-Palais-du-Né, Verrières, Lignières-Ambleville és Bellevigne községekkel határos.

## Népesség
A település népességének változása:
| Lakosok száma | 606  | 538  | 506  | 441  | 446  | 434  | 404  | 390  | 381  | 403  |
|               | 1968 | 1982 | 1990 | 2006 | 2013 | 2015 | 2017 | 2019 | 2020 | 2022 |